# بيتر أنتوني لورانس
بيتر أنتوني لورانس (بالإنجليزية: Peter Anthony Lawrence)‏ (23 يونيو 1941–) عالم أحياء نمائي بريطاني.